# ألينا أمياليوسيك
ألينا أمياليوسيك (الروسية: Омелюсик, Алёна Васильевна) (و. 1989  م) هي دراجة بيلاروسية، ولدت في بابرويسك، شاركت في الألعاب الأولمبية الصيفية 2012، وركوب الدراجات في الألعاب الأولمبية الصيفية 2016.

## سجل الفوز

### سباقات أو مراحل فاز بها
| التاريخ       | السباق                                                               | المركز                  |
| ------------- | -------------------------------------------------------------------- | ----------------------- |
| 28 يونيو 2007 | سباق الطريق ضد الساعة للسيدات في بطولة بيلاروسيا لسباق الدراجات 2007 |                         |
| 30 يونيو 2007 | سباق الطريق للسيدات في بطولة بيلاروسيا لسباق الدراجات 2007           |                         |
| 20 يوليو 2007 | 2007 European Road Cycling Championships Women U19 ITT               |                         |
| 27 يونيو 2010 | سباق الطريق للسيدات في بطولة بيلاروسيا لسباق الدراجات 2010           |                         |
| 24 يونيو 2011 | سباق الطريق ضد الساعة للسيدات في بطولة بيلاروسيا لسباق الدراجات 2011 | الفائز في التصنيف العام |
| 26 يونيو 2011 | سباق الطريق للسيدات في بطولة بيلاروسيا لسباق الدراجات 2011           | الفائز في التصنيف العام |
| 16 يوليو 2011 | 2011 European Road Cycling Championships Women U23 RR                |                         |
| 21 مارس 2012  | Grand Prix Grand Saint Bernard 2012                                  |                         |
| 01 أبريل 2012 | طواف فلاندرز للسيدات 2012                                            | العاشر في التصنيف العام |
| 22 يونيو 2012 | سباق الطريق ضد الساعة للسيدات في بطولة بيلاروسيا لسباق الدراجات 2012 | الفائز في التصنيف العام |
| 24 يونيو 2012 | سباق الطريق للسيدات في بطولة بيلاروسيا لسباق الدراجات 2012           |                         |
| 22 يوليو 2012 | Tour Féminin en Limousin 2012                                        |                         |
| 05 مارس 2013  | Vuelta a El Salvador féminine 2013                                   |                         |
| 07 مارس 2013  | Grand Prix Grand Saint Bernard 2013                                  |                         |
| 21 يونيو 2013 | سباق الطريق ضد الساعة للسيدات في بطولة بيلاروسيا لسباق الدراجات 2013 | الفائز في التصنيف العام |
| 23 يونيو 2013 | سباق الطريق للسيدات في بطولة بيلاروسيا لسباق الدراجات 2013           | الفائز في التصنيف العام |
| 01 يناير 2014 | Vuelta a El Salvador féminine 2014                                   |                         |
| 01 يناير 2014 | 2014 Vuelta Femenina Internacional a Costa Rica                      |                         |
| 06 مارس 2014  | Grand Prix Grand Saint Bernard 2014                                  |                         |
| 08 مارس 2014  | Grand Prix el Salvador 2014                                          | الفائز في التصنيف العام |
| 27 يونيو 2014 | سباق الطريق ضد الساعة للسيدات في بطولة بيلاروسيا لسباق الدراجات 2014 | الفائز في التصنيف العام |
| 29 يونيو 2014 | سباق الطريق للسيدات في بطولة بيلاروسيا لسباق الدراجات 2014           | الفائز في التصنيف العام |
| 16 أغسطس 2014 | 2014 La Route de France                                              |                         |
| 01 يناير 2015 | 2015 Gracia-Orlová                                                   | الفائز في التصنيف العام |
| 01 يناير 2015 | cycling at the 2015 European Games – women's road race               |                         |
| 31 مايو 2015  | Winston-Salem Cycling Classic Women 2015                             | الفائز في التصنيف العام |
| 26 يونيو 2015 | سباق الطريق ضد الساعة للسيدات في بطولة بيلاروسيا لسباق الدراجات 2015 | الفائز في التصنيف العام |
| 28 يونيو 2015 | سباق الطريق للسيدات في بطولة بيلاروسيا لسباق الدراجات 2015           | الفائز في التصنيف العام |
| 01 يناير 2016 | 2016 Gracia-Orlová                                                   |                         |
| 23 يونيو 2016 | سباق الطريق ضد الساعة للسيدات في بطولة بيلاروسيا لسباق الدراجات 2016 |                         |
| 29 يونيو 2018 | سباق الطريق ضد الساعة للسيدات في بطولة بيلاروسيا لسباق الدراجات 2018 | الفائز في التصنيف العام |
| 30 يونيو 2018 | سباق الطريق للسيدات في بطولة بيلاروسيا لسباق الدراجات 2018           | الفائز في التصنيف العام |
| 15 يونيو 2019 | سباق الطريق للسيدات في بطولة بيلاروسيا لسباق الدراجات 2019           |                         |
| 15 يونيو 2019 | سباق الطريق ضد الساعة للسيدات في بطولة بيلاروسيا لسباق الدراجات 2019 |                         |

## روابط خارجية
- ألينا أمياليوسيك على موقع الاتحاد الدولي للدراجات (الإنجليزية)
- ألينا أمياليوسيك على موقع أرشيف الدراجات (الإنجليزية)
- ألينا أمياليوسيك على موقع إحصائيات الدراجات الإحترافية (الإنجليزية)
- ألينا أمياليوسيك على موقع نسبة الدراجات (الإنجليزية)
- ألينا أمياليوسيك على موقع CycleBase (الإنجليزية)
- ألينا أمياليوسيك على موقع اللجنة الأولمبية الدولية (الإنجليزية)
- ألينا أمياليوسيك على موقع أوليمبيديا (الإنجليزية)